# David Möller
David Möller, född 13 januari 1982 i Sonneberg, är en tysk rodelåkare. Hans främsta meriter är fyra guldmedaljer vid världsmästerskap samt silvermedaljen i singeltävlingen vid de olympiska vinterspelen 2010.
I världscupen i rodel har han hittills fyra andraplatser (2005/06, 2006/07, 2007/08, 2008/09) och två tredjeplatser (2003/04, 2004/05).
- Wikimedia Commons har media som rör David Möller.